# (300040) 2006 UY133
(300040) 2006 UY133 es un asteroide perteneciente al cinturón de asteroides, descubierto el 19 de octubre de 2006 por el equipo del Spacewatch desde el Observatorio Nacional de Kitt Peak, Arizona, Estados Unidos.

## Designación y nombre
Designado provisionalmente como 2006 UY133.

## Características orbitales
2006 UY133 está situado a una distancia media del Sol de 3,033 ua, pudiendo alejarse hasta 3,628 ua y acercarse hasta 2,438 ua. Su excentricidad es 0,196 y la inclinación orbital 1,060 grados. Emplea 1930,09 días en completar una órbita alrededor del Sol.

## Características físicas
La magnitud absoluta de 2006 UY133 es 16,2.